# Sinulog
Le Sinulog est un festival organisé chaque année principalement sur l’île de Cebu aux Philippines en l’honneur de l’Enfant Jésus, Santo Niño. C’est aussi une danse rituelle, deux pas en avant puis un pas en arrière, au son des percussions.

## Histoire
Cette danse serait bien antérieure à l’arrivée des colons espagnols menés par Magellan le 21 avril 1521, et était alors pratiquée par le peuple de Cebu pour célébrer ses idoles.
Le christianisme fut introduit sur l’ile avec l’arrivée de Magellan. Pour son baptême, il fit don à Hara Humamay (ou Hara Amihan, batptisée Juana) femme du Rajah Humabon, roi de Cebu, d’une représentation de l’enfant saint : le Santo Niño.
Cependant, peu après le début de la conversion du peuple de Cebu, Magellan fut tué par le roi de Mactan Lapu Lapu, le 27 avril 1521. La bataille de Mactan perdue, les derniers hommes de Magellan retournèrent en Espagne. Il faut attendre 44 ans avant qu’un nouveau groupe de colons revienne à Cebu pour continuer la Christianisation de l’île. C’est Miguel López de Legaspi qui mena l’expédition ; il ordonna de saccager les villages et c’est l’un de ses hommes, Juan Camus, qui trouva la représentation de Santo Niño dans une boite en bois.
Il est dit qu’entre la mort de Magellan et l’arrivée de Miguel Lopez de Legaspi le Santo Niño aurait remplacé les idoles païennes.

## De nos jours
Jusqu’en 1980, le Sinulog, qui tombe tous les troisièmes dimanches de janvier, n’était pas un événement majeur à Cebu, mais le directeur régional du Ministère des Sports a voulu lui donner un nouvel élan et organiser une parade plus importante, principalement autour de la Basilique de Cebu. Soutenu par les autorités, le festival prit de l’importance et est maintenant l’un des événements les plus importants des Philippines.

## Galerie

Sinulog
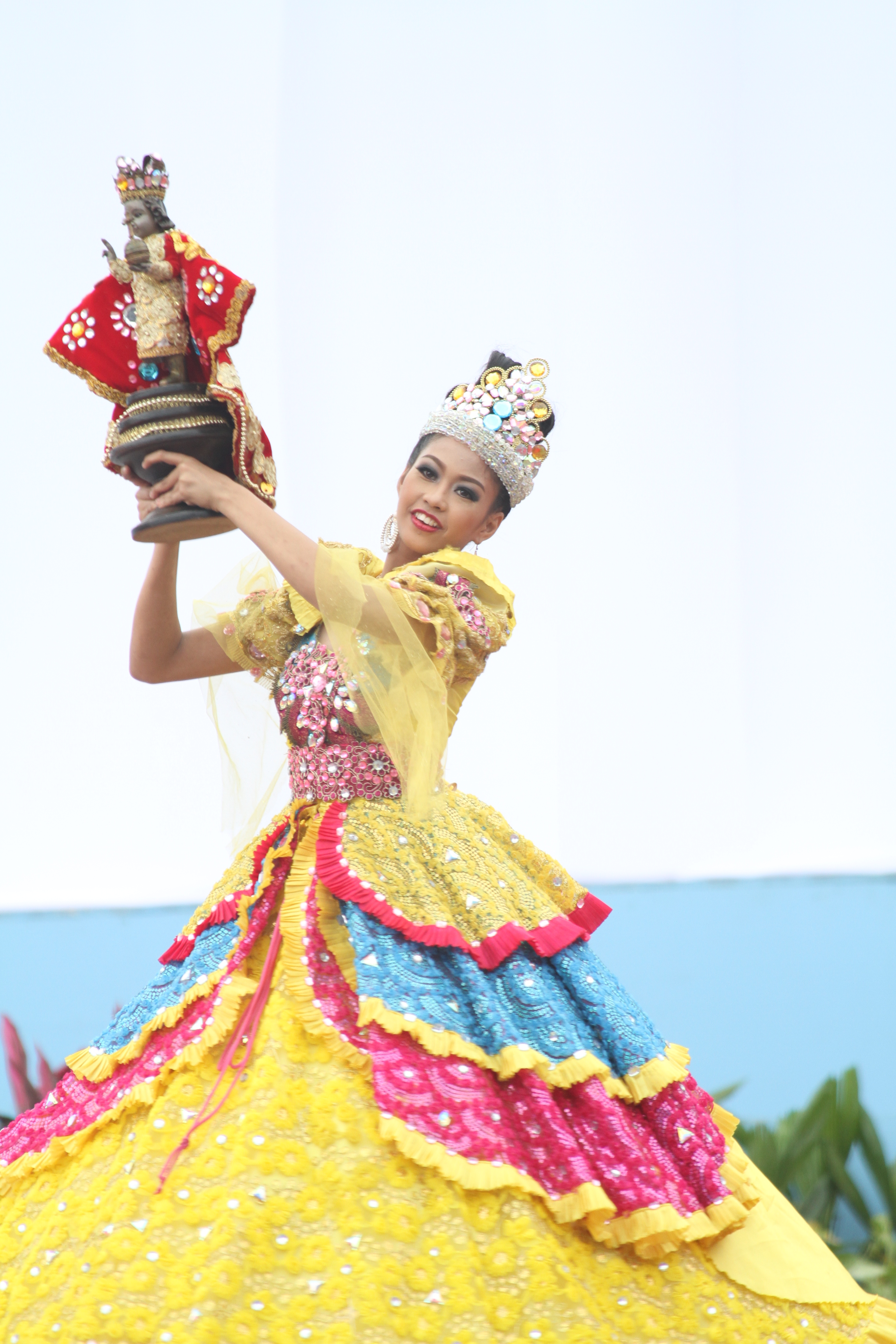
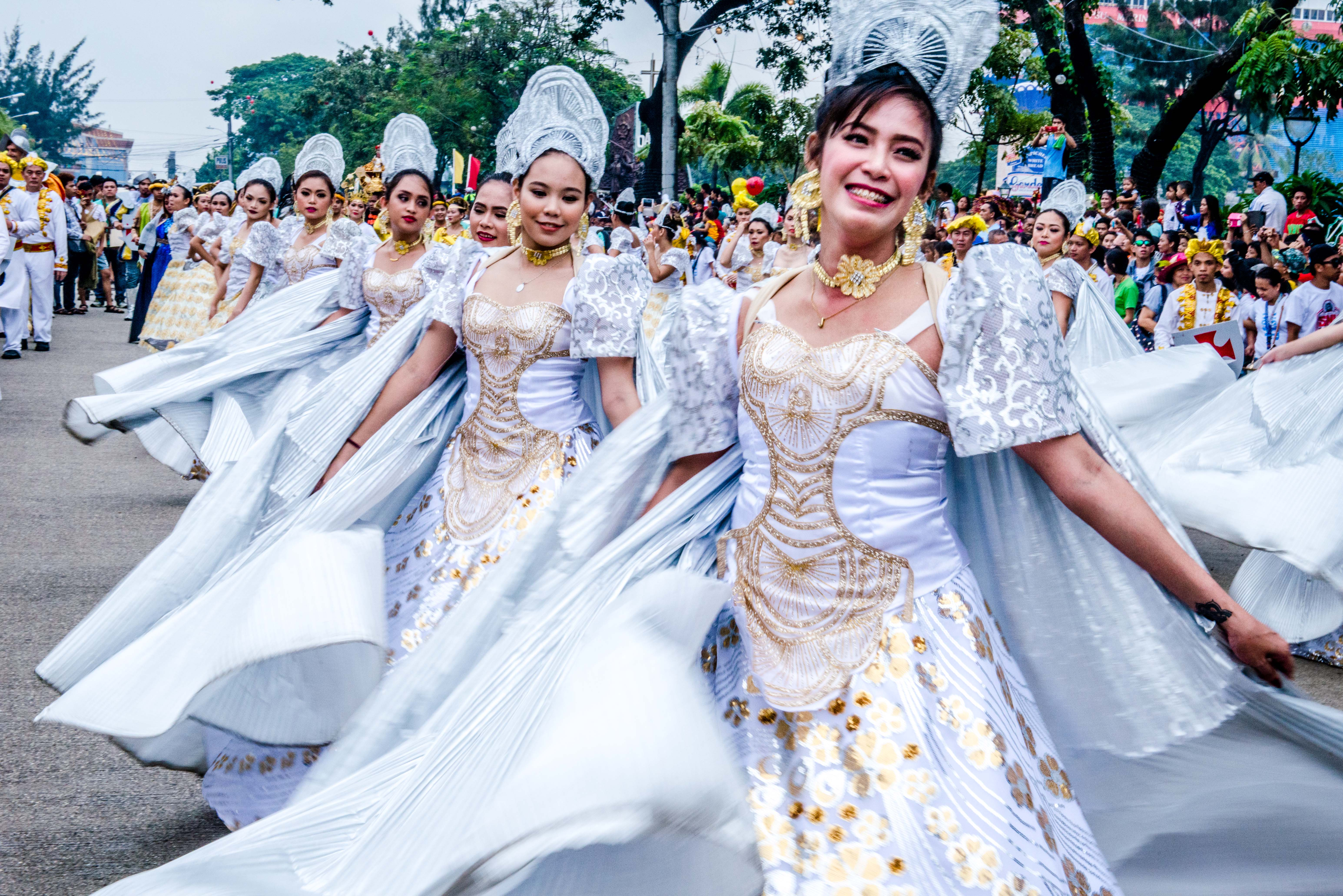
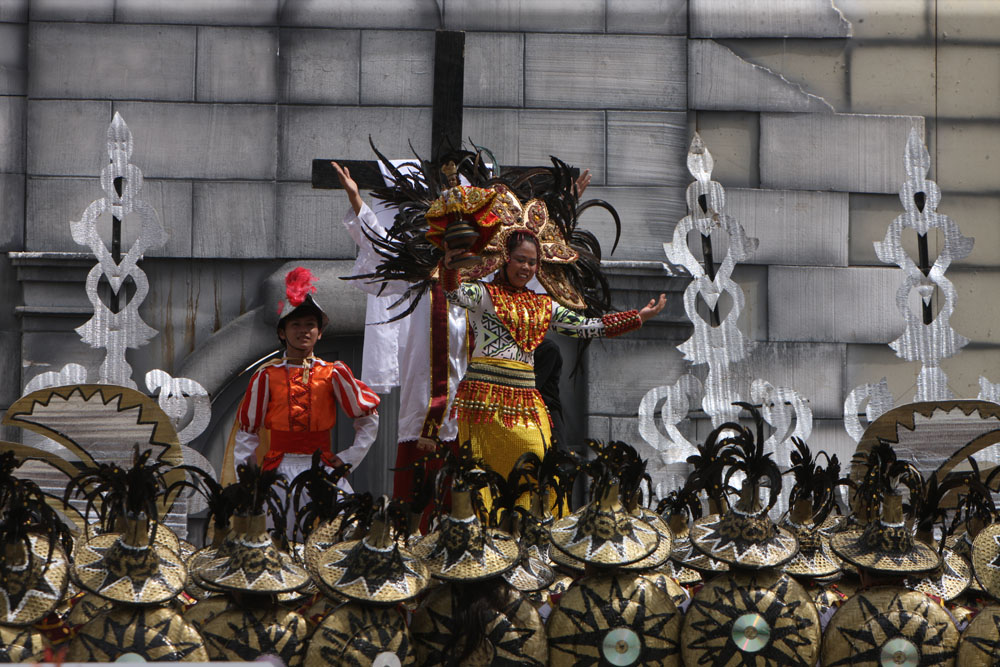
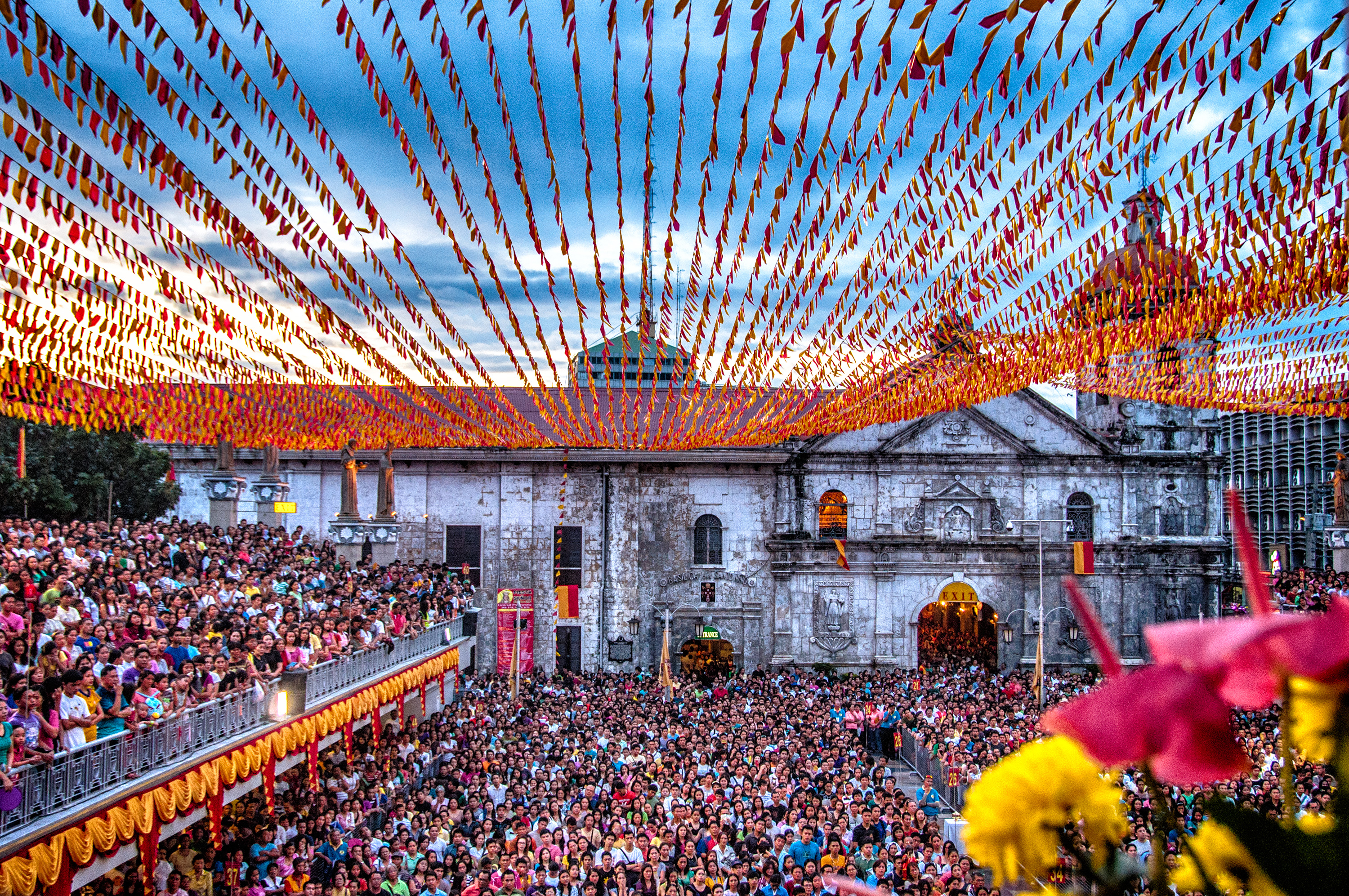
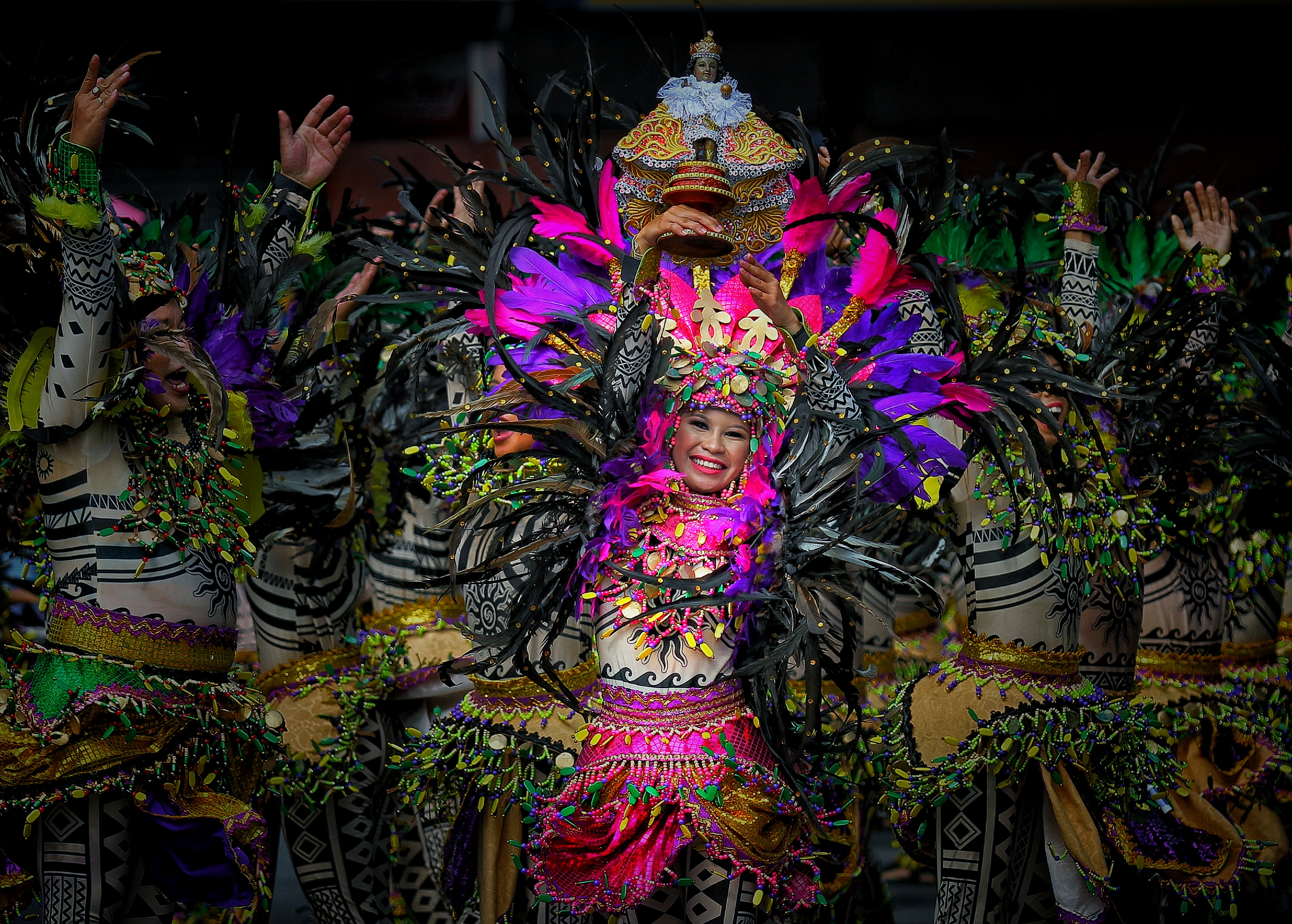
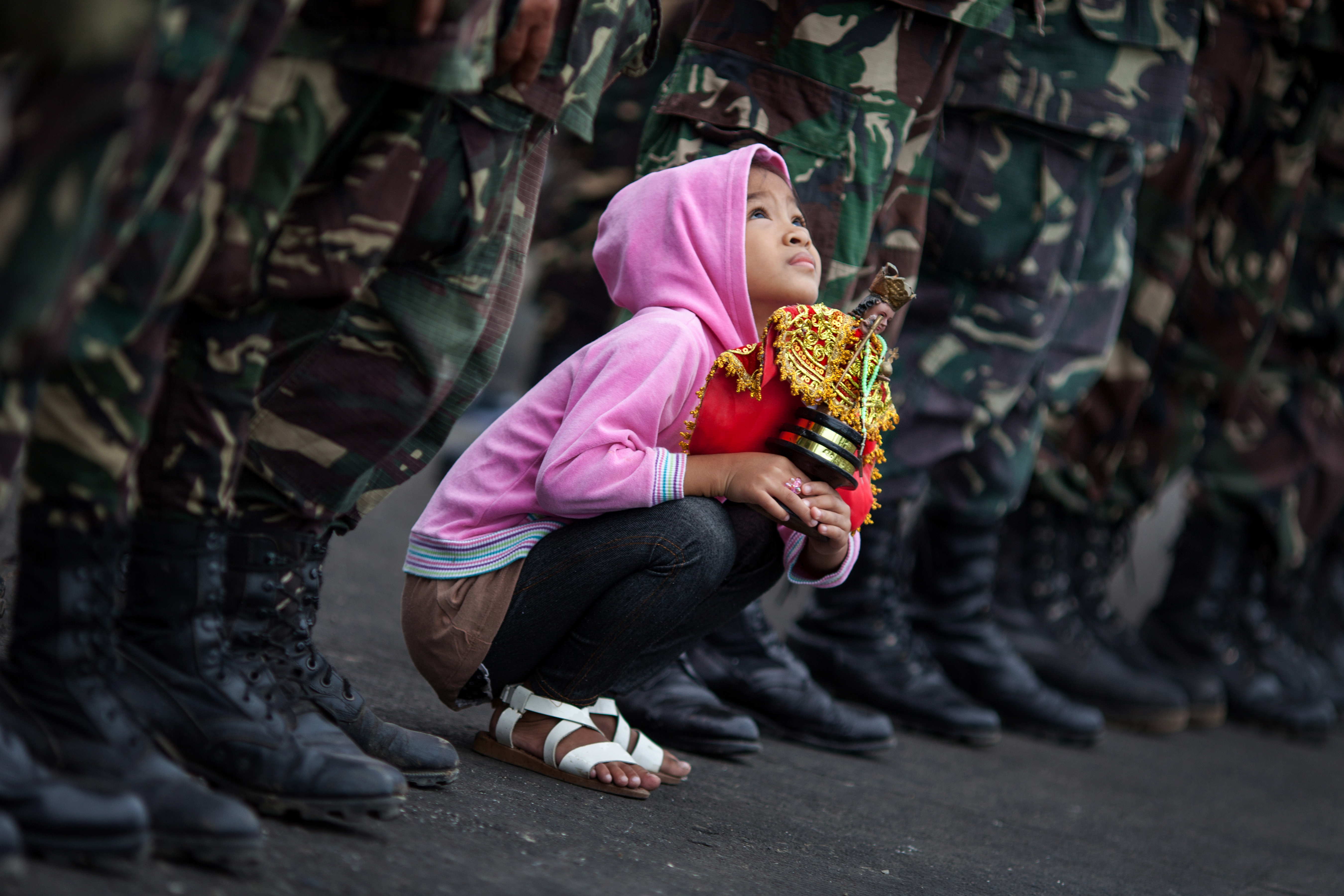
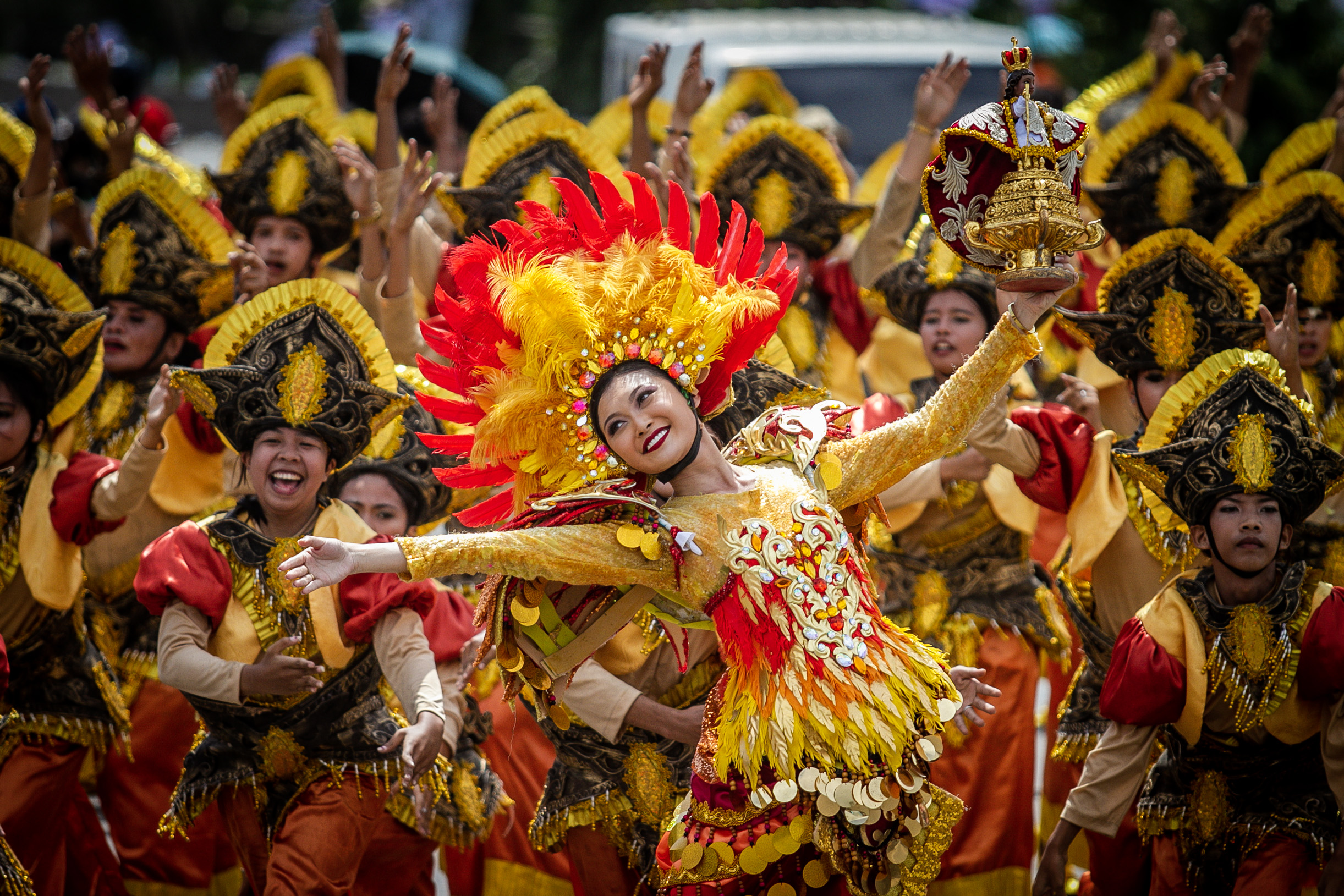
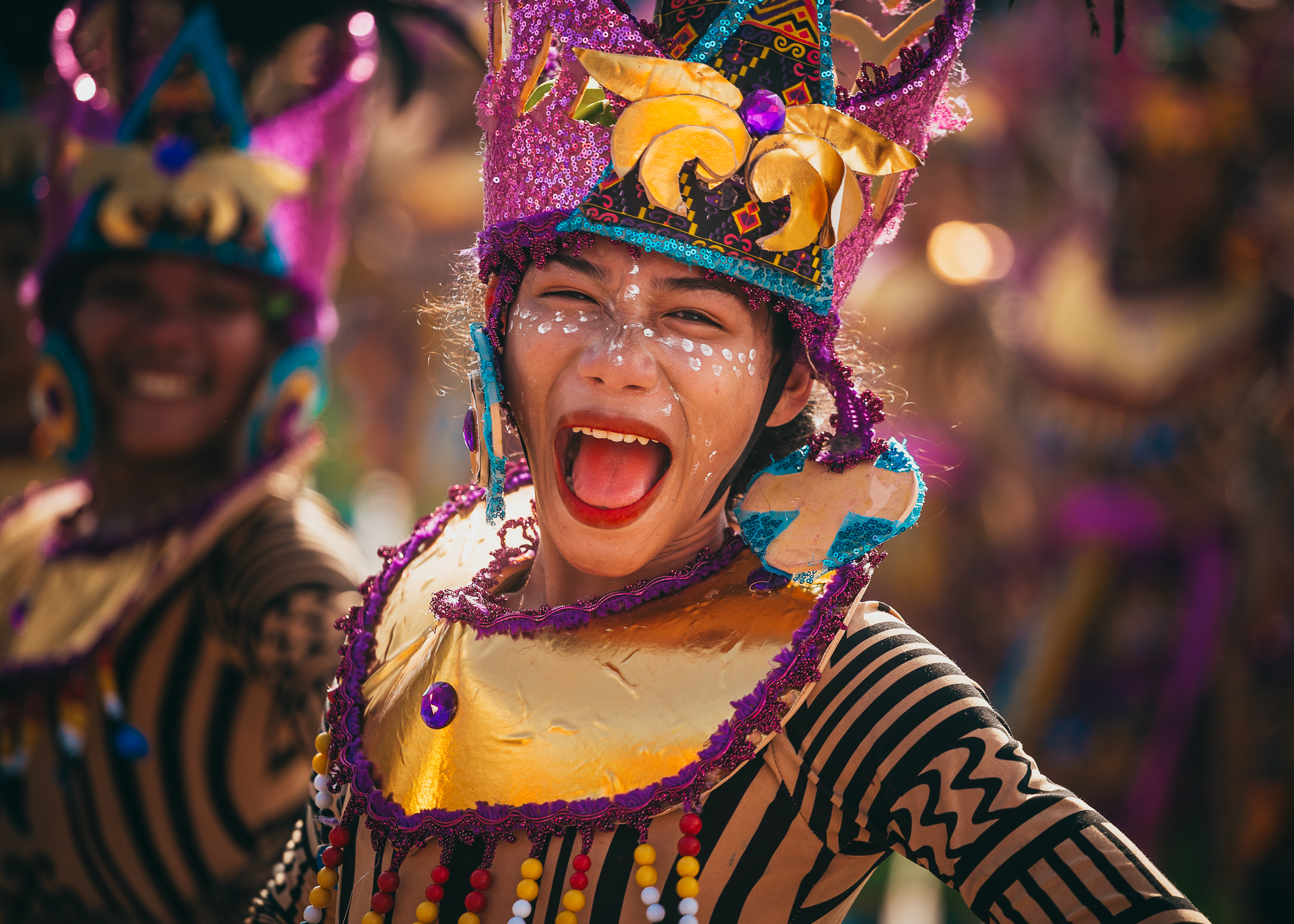